# Сергеев, Леонид Павлович
Леонид Павлович Сергеев (1929—2021) — советский и российский учёный-языковед, организатор образования, доктор филологических наук (1973), профессор (1981); академик НАНИ Чувашской Республики (1994), академик Инженерно-технологической академии педагогического образования (1993).
Автор более 300 научных и научно-методических трудов, в том числе монографий, учебников и учебных пособий для школ и вузов.

## Биография
Родился 3 июня 1929 года в деревне Сюрла-Три Моргаушского района Чувашской АССР.

### Образование
В 1945 году окончил Моргаушскую среднюю школу. В 1950 году окончил Чувашский государственный педагогический институт (учитель по специальности «Чувашский язык и литература»), а в 1964 году — в нём же завершил обучение в аспирантуре.
В 1965 году в Институте языкознания Академии наук СССР защитил кандидатскую диссертацию на тему «Урмарский говор чувашского языка». В 1972 году защитил докторскую диссертацию на тему «Диалектная система чувашского языка: диалектологический атлас».

### Деятельность
В 1948—1957 годах работал в Тойгильдинской семилетней школе учителем, завучем и директором. В 1957—1959 годах — завуч Моргаушского районного отдела народного образования, в 1959—1961 годах — директор школы-интерната.
В 1964—1972 годах Л. П. Сергеев — старший научный сотрудник, заведующий отделом языка НИИ языка, литературы, истории и экономики при Совете Министров Чувашской АССР (ныне Чувашский государственный институт гуманитарных наук). В 1972—1984 годах — заведующий Чувашской лабораторией НИИ национальных школ Министерства просвещения РСФСР.
С 1984 года и до конца жизни Леонид Павлович работал в Чувашском государственном педагогическом университете им. И. Я. Яковлева: профессор, заведующий кафедрой методики начального обучения (1984—1988), заведующий кафедрой чувашского и русского языков (1988—1991), заведующий лабораторией чувашской диалектологии (2003—2021). Под его руководством подготовлен энциклопедический словарь «Чăваш чĕлхи» (2004), защищено порядка 20 кандидатских диссертаций.
Занимался общественной деятельностью: принимал участие в курсовой переподготовке учительских кадров в Чувашском республиканском институте образования, являлся членом совета по защите докторских и кандидатских диссертаций при ЧГУ им. И. Н. Ульянова и членом Научно-методического совета при Министерстве образования и молодёжной политики Чувашской Республики.
Умер 29 января 2021 года в Чебоксарах.

## Заслуги
- Заслуженный деятель науки Чувашской АССР (1990) и заслуженный деятель науки Российской Федерации (2001).
- Почетный работник высшего профессионального образования Российской Федерации (2000).
- Лауреат Государственной премии Чувашской АССР имени К. В. Иванова (1992).
- Лауреат премии Н. И. Ашмарина НАНИ Чувашской Республики (2002).
- Удостоен знаков «Отличник народного просвещения» (1976) и «Отличник просвещения СССР» (1986).
- Награждён медалями, в числе которых «За доблестный труд в Великой Отечественной войне 1941—1945 гг.» и «Ветеран труда», а также медалью ордена им. А. С. Макаренко (2008).
- Почетный гражданин Моргаушского района (2002).